# 무사시노 음악대학
무사시노 음악대학(일본어: 武蔵野音楽大学, Musashino Academia Musicae)은 도쿄에 위치한 일본의 사립 음악대학이다.
1929년 무사시노 음악학교(武蔵野音楽学校)라는 이름으로 설립되어 1949년에 음악대학이 되었다. 오래된 사립 학교로서 음악 교사를 많이 배출했다. 학부는 음악학부가 설치되어 있고 대학원에는 박사 전기와 후기 과정이 있다.
캠퍼스는 도쿄도 네리마구와 사이타마현 이루마시, 도쿄 도 다마시에 있다.

## 연혁
- 1929년 : 무사시노 음악학교 설립
- 1949년 : 무사시노 음악대학 설립
- 1950년 : 무사시노 음악대학 단기대학부 제1부, 제2부(야간) 설립
- 1951년 : 무사시노 음악대학 부설 제1유치원 설립
- 1957년 : 무사시노 음악대학 부설 제2유치원 설립
- 1960년 : 베토벤홀 건립
- 1964년 : 무사시노 음악대학 대학원 설립
- 1967년 : 악기박물관 개설
- 1972년 : 무사시노 음악대학 부설 무사시노 유치원 설립
- 1973년 : 무사시노 고등학교 음악과 설치
- 1986년 : 부설 인간음악교실 개설
- 1999년 : 창립 70주년 행사 개최